# From Broadway to a Throne

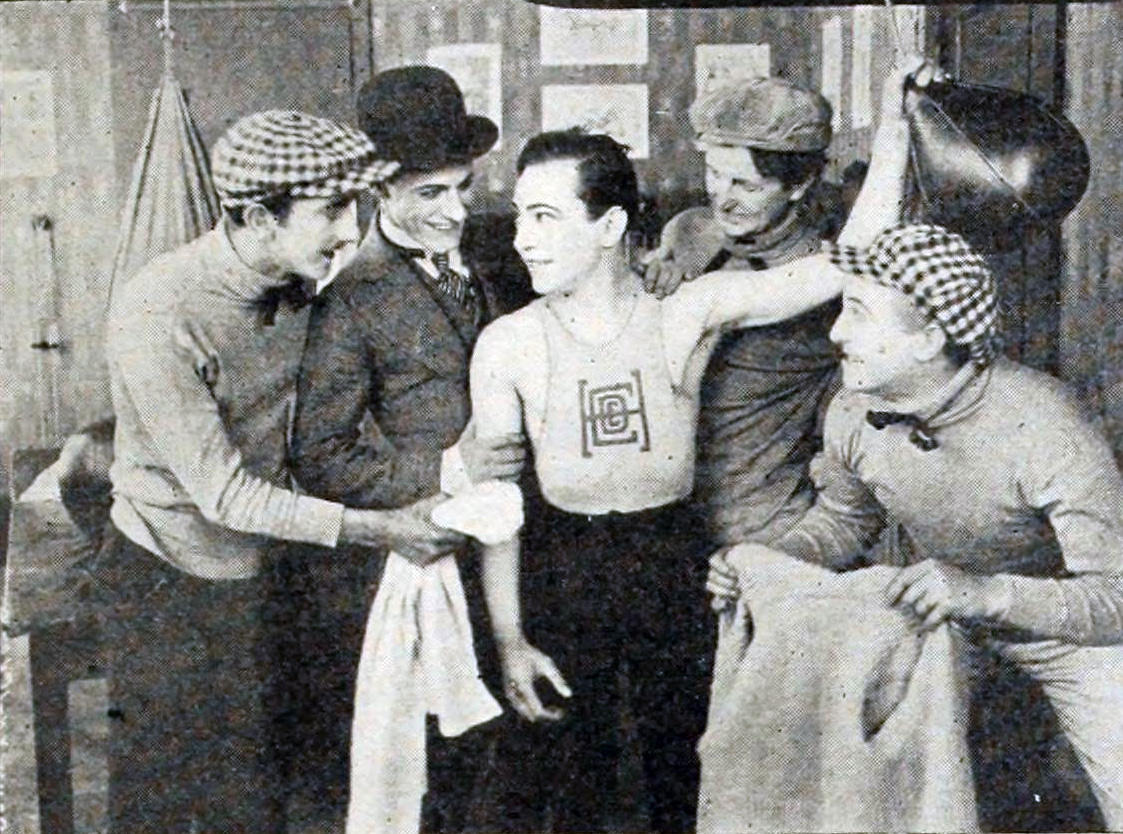
Scène du film From Broadway to a Throne

From Broadway to a Throne est un film américain réalisé par William Bowman et sorti en 1916.

## Fiche technique
- Réalisation : William Bowman
- Production :  Universal Film Manufacturing Company
- Date de sortie : 31 juillet 1916

## Distribution
- Carter DeHaven : Jimmie
- Walter Belasco : The King
- Marvel Spencer : Bess
- Yona Landowska : Princess Corinne
- Frank MacQuarrie : Heldone
- Malcolm Blevins : Herman Marlex
- Albert MacQuarrie